# Santa Isabel (Goiás)
Santa Isabel is een gemeente in de Braziliaanse deelstaat Goiás. De gemeente telt 3.575 inwoners (schatting 2009).